# Rio Paraíba (vattendrag i Brasilien, Paraíba)
Rio Paraíba är ett vattendrag i Brasilien.   Det ligger i delstaten Paraíba, i den östra delen av landet, 1 700 km nordost om huvudstaden Brasília.
Omgivningarna runt Rio Paraíba är en mosaik av jordbruksmark och naturlig växtlighet. Runt Rio Paraíba är det mycket tätbefolkat, med 1 886 invånare per kvadratkilometer.